# Ángeles López

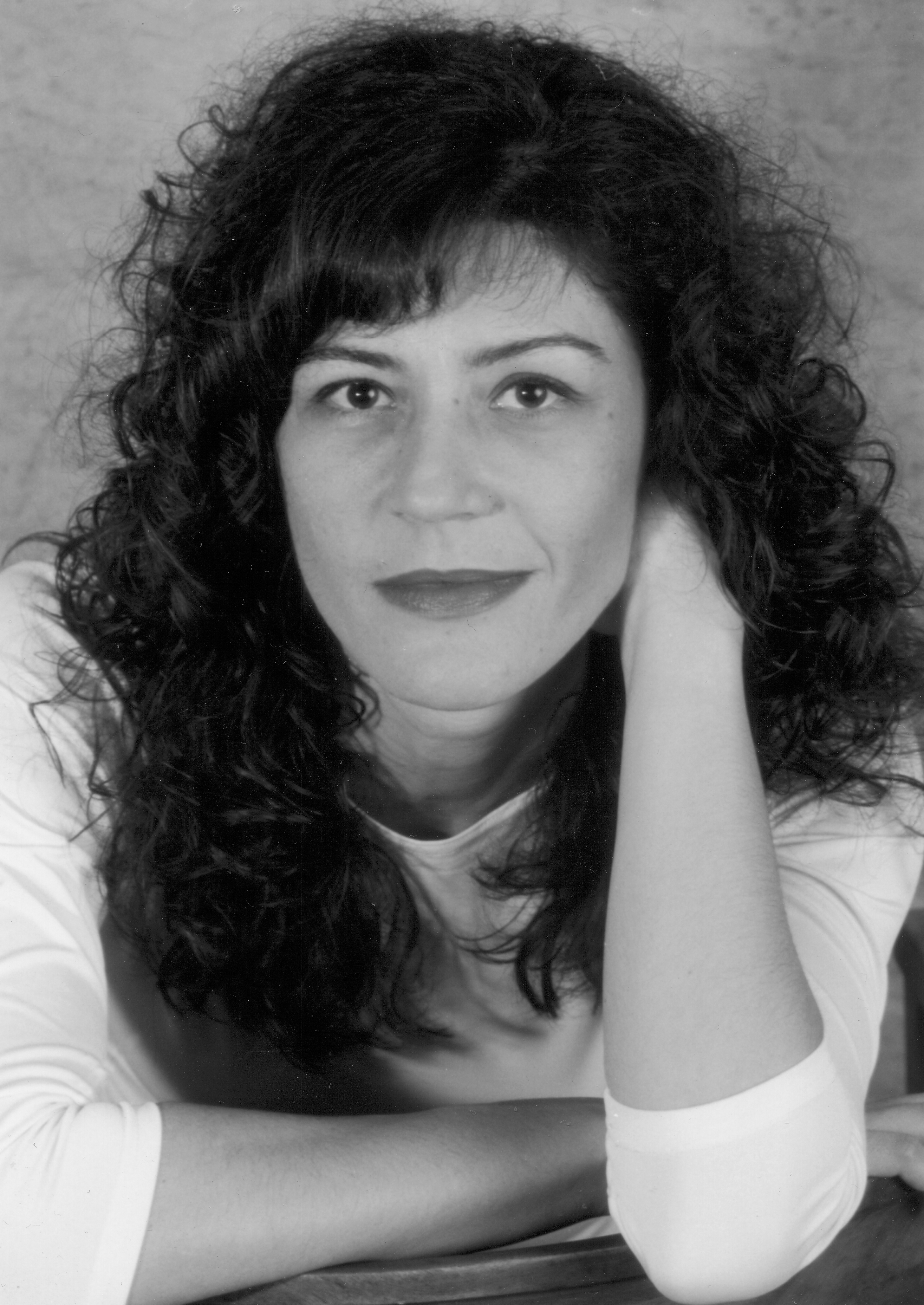
Ángeles López.

Ángeles López (Madrid, 1969) es una escritora y periodista española.
Autora en 2006 de la novela Martina, la rosa número trece (Seix Barral) –con prólogo de Antonio Muñoz Molina-, que ha cosechado un gran éxito con más de 20.000 ejemplares vendidos. A medio camino entre la ficción y la historia, relata el periplo vital de Martina Barroso, una de las llamadas Trece Rosas.
Además, es autora de las novelas Ve a la alcoba a ver si estoy, y Apoikía. Su libro Trastorno Afectivo Bipolar (Editorial Edaf), del que se han vendido ocho ediciones hasta el momento, aúna distintos géneros: novela, diario, entrevista y divulgación de una enfermedad que han padecido autores como Virginia Woolf, Robert Schumann o Tennessee Williams. Está prologado por el fallecido novelista Guillermo Cabrera Infante, donde confesaba padecer el trastorno.
En poesía ha publicado dos títulos: Iscariote (prologado por Antonio Colinas) y Congrios y cormoranes, ambas, en la editorial Huerga y Fierro. Ejerce el periodismo desde casi 20 años en radio, prensa y televisión. En este último medio ha sido reportera, guionista y subdirectora de programas muy conocidos. En la actualidad colabora haciendo entrevistas, reportajes y crítica literaria para distintos medios: La Vanguardia, La Razón, El Periódico de Catalunya, ABCD de las letras, La Clave, Qué Leer, Yo Dona, Psychologies...

## Obra

### Narrativa
- Martina, la rosa número trece (2006)
- Trastorno afectivo bipolar (2003)
- Apoikía (2000)
- Ve a la alcoba a ver si estoy (1999)

### Poesía
- Congrios y cormoranes (2005). Huerga y Fierro
- Iscariote (2004). Huerga y Fierro
- Mishima, locura para el mudo (2007). Huerga y Fierro
- Las ocho y carne (2022). Huerga y Fierro